# Limbach (Baden)
Limbach ([ˈlɪmˌbax] ) ist eine Gemeinde am Südostrand des Odenwaldes im Neckar-Odenwald-Kreis in Baden-Württemberg. Sie gehört zur europäischen Metropolregion Rhein-Neckar (bis 20. Mai 2003 Region Unterer Neckar und bis 31. Dezember 2005 Region Rhein-Neckar-Odenwald). Die Gemeinde liegt rund 13 Kilometer nordnordöstlich von Mosbach, rund acht Kilometer südlich von Mudau und rund elf Kilometer südwestlich von Buchen entfernt und ist ein anerkannter Erholungsort.

## Geographie

### Geographische Lage
Das Gemeindegebiet liegt im Naturpark Neckartal-Odenwald in einer Höhe zwischen 280 und 548 Meter über Normalnull. Geografisch sind die einzelnen Ortsteile in flache Quellmulden eingebettet. Aus der Sicht des wandernden Menschen bilden diese Täler durchaus tiefe Einschnitte in der Hochfläche des badischen Odenwalds.
Die Gemarkungsfläche ist zur Hälfte bewaldet und wird von Elz und Trienzbach zum Neckar hin entwässert.

### Geologie
Geologisch ist das Gemeindegebiet von Limbach dem östlichen Teil des Odenwaldes, dem Buntsandstein-Odenwald, zuzuordnen. Der rote Odenwälder Buntsandstein ist vor ungefähr 215 bis 225 Millionen Jahren während des Trias abgelagert worden. Der Buntsandstein gliedert sich in den unteren (älteren), den mittleren und den oberen (jüngeren) Buntsandstein. Der Mittlere Buntsandstein bildete sich aus Sand, Kies Geröll unter sehr trockenen, wüstenhaften Bedingungen und wurde durch darüber abgelagerte Schichten durch Druck verfestigt. Die Schichten des oberen Buntsandsteins wurden in flachen Meeresbecken abgelagert, die ab und zu auch wieder trockenfielen. Breitere Talmulden und sanftere Hügel findet man, wo der weichere oberen Sandstein ansteht. Der mittlere Buntsandstein hingegen ist stärker verkieselt und härter. Die Hänge sind steiler und die Bäche haben sich tiefer eingegraben. In den vielen Millionen Jahren nach der Bildung des Buntsandsteins lag das Gebiet immer wieder unter oder über dem Meeresspiegel. Es wurden weitere Gesteinsschichten, die des Muschelkalks, des Keupers und des Juras abgelagert.
Durch die Anhebung von Schwarzwald, Vogesen, Odenwald und Pfälzer Wald und der Bildung des Oberrheingrabens wurden die am meisten angehobenen Gesteinsschichten auch verstärkt abgetragen. Im westlichen Odenwald sind alle Schichten bis auf das kristalline Grundgestein verschwunden. Im östlichen Odenwald blieben die Schichten des Buntsandsteins erhalten. Weiter im Osten und Südosten sind die Schichten des Muschelkalks noch nicht abgetragen und der Buntsandstein taucht unter den Muschelkalk ab. Landschaftsprägend im Buntsandstein-Odenwald ist das Neckartal, das den Kleinen Odenwald von dem übrigen Odenwald abtrennt. Der Neckar hat sich hier mit hoher Reliefenergie tief in das sich heraushebende Gebirge des Buntsandstein-Odenwalds eingegraben. Die Höhen liegen 300 m über der Talsohle.
In der Nähe des Gemeindegebietes liegt der Katzenbuckel, ein ehemaliger Vulkan und die höchste Erhebung des Odenwalds. Der Katzenbuckel ist eine geologische Besonderheit. Nach dem Vulkanausbruch wurde der Basalt von einem anderen Magma durchstoßen, so dass im Basalt ein Schlot aus einem anderen Gestein sitzt, dem Shonkinit. Sowohl der Basalt als auch der Shonkinit sind aufgeschlossen und für den Besucher des Katzenbuckels gut zu erkennen.

### Nachbargemeinden
Limbach grenzt (von Norden im Uhrzeigersinn) an die Gemeinden Mudau, Buchen, Seckach, Schefflenz, Elztal, Fahrenbach, Mosbach und Waldbrunn.

### Gemeindegliederung
Zur Gemeinde Limbach gehören die ehemaligen Gemeinden Balsbach, Heidersbach, Krumbach, Laudenberg, Limbach, Scheringen und Wagenschwend. Zu den ehemaligen Gemeinden Balsbach, Scheringen und Wagenschwend gehören jeweils nur die gleichnamigen Dörfer. Zur ehemaligen Gemeinde Heidersbach gehören das Dorf Heidersbach und das Haus Heidersbacher Mühle. Zur ehemaligen Gemeinde Krumbach gehören das Dorf Krumbach und das Haus Mühle. Zur ehemaligen Gemeinde Laudenberg gehören das Dorf Laudenberg und die Häuser Jagdhaus und Schneidemühle. Zur ehemaligen Gemeinde Limbach in den Grenzen von 1972 gehören das Dorf Limbach und das Haus Limbacher Mühle.

## Geschichte

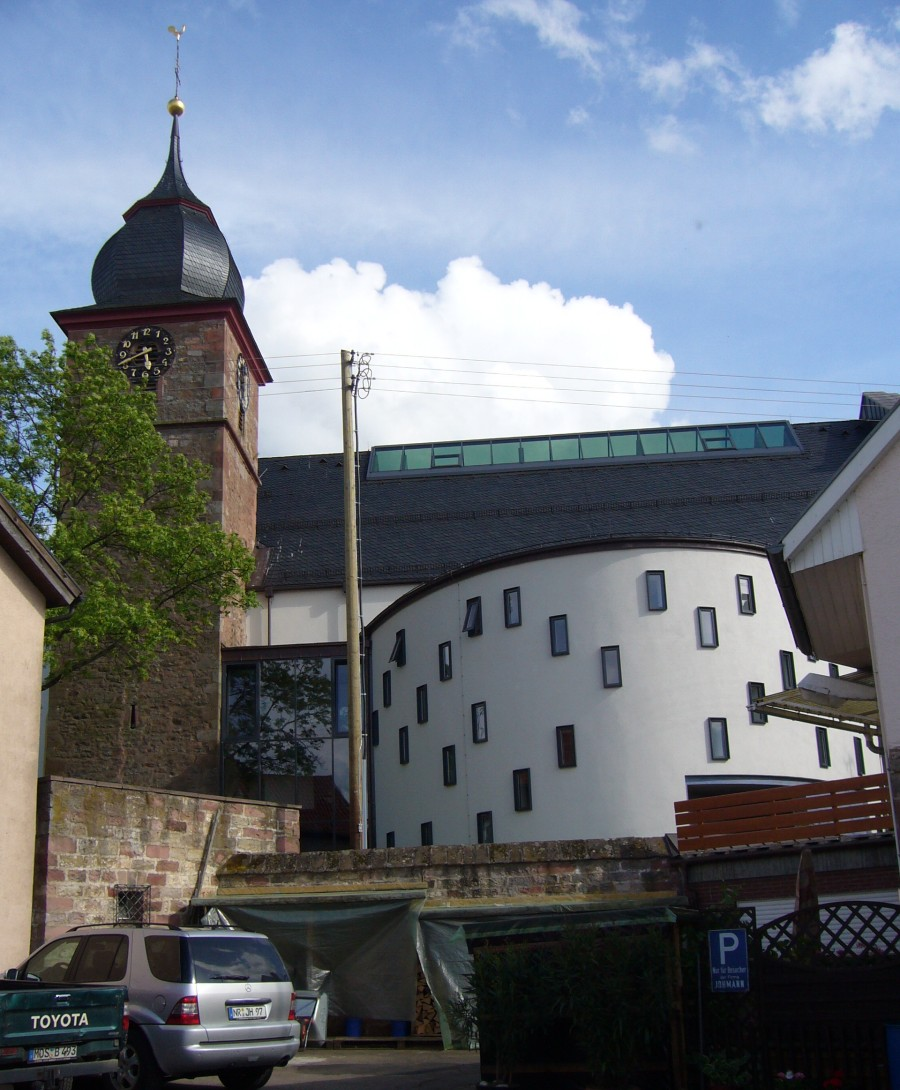
Die katholische Pfarrkirche St. Valentin in Limbach

### Bis zum 18. Jahrhundert
Kelten besiedelten um 400 vor Christus fast ganz Süddeutschland. Das Gemeindegebiet war von Urwald bedeckt und unbesiedelt. Germanen verdrängten die Kelten westwärts über den Rhein nach Frankreich. Um 70 vor Christus besetzten die Römer auch den südöstlichen Odenwald.
Unter Kaiser Trajan wurde um das Jahr 98 der Neckar-Odenwald-Limes errichtet. Er lief von Bad Wimpfen nach Norden über Neckarburken, Sattelbach, Fahrenbach, Trienz, Oberscheidental, Schloßau und Hesselbach an den Main. Der westliche Teil des Gemeindegebietes lag im römisch beherrschten Obergermanien. Um 159 wurde der Limes um ungefähr 30 km nach Osten auf die Linie Walldürn–Osterburken verlegt. Das heutige Gemeindegebiet lag nun ganz im römischen Gebiet. Ab 260 zerfiel die römische Macht. Die Alemannen drängten ins Land und besiedelten das Land zwischen Main und Neckar, danach kamen die Franken.
Im 5. Jahrhundert teilten die Franken unter Chlodwig I. das Land in Gaue ein. Der Ort Limbach entstand im Zuge der fränkischen Kolonisierung am alten Fernweg von Wimpfen nach Amorbach. Limbach gehörte zum Gau Wingarteiba. Die Christianisierung erfolgte durch iro-schottische Mönche wie Pirmin und Bonifatius. Auf den für die Landwirtschaft günstigen Muschelkalkböden des heutigen Baulands entstand ein weitmaschiges Siedlungsnetz. Der Hintere Odenwald mit seinen kargen Buntsandsteinböden blieb noch siedlungsfrei.
Eine im Lorscher Codex verzeichnete Schenkung aus dem Jahre 790 mit der Ortsbezeichnung Ansiringa im Gau Wingartheiba könnte sich auf Scheringen beziehen. Die Ortschaft feierte im Jahr 1990 ihr 1200-jähriges Bestehen. Ab dem 9. Jahrhundert wurden im südöstlichen Odenwald nahe dem inzwischen dichter besiedelten Bauland Siedlungen angelegt und die Gesteinsgrenze Muschelkalk/Buntsandstein überschritten. Durch das Benediktiner Kloster Amorbach wurden im Hochmittelalter systematisch Rodungssiedlungen im Waldgebiet südlich von Amorbach gegründet. Viele Ortschaften haben hier ihren Ursprung. Gleichzeitig wurden Siedlungen vom Adel (Zwingenberg, Lohrbach) in Zusammenarbeit/Konkurrenz mit dem Kloster Amorbach angelegt. Die Hufen, die Ortsherrschaft und die Berechtigung auf den großen und kleinen Zehnten war geteilt.
Diese Orte unterstanden seit dem 12. Jahrhundert der Vogtei der Herren von Dürn und waren der nahe gelegenen Burg Wildenberg (auch Burg Wildenburg) zugeordnet. Die Burg Limbach wurde erbaut, wahrscheinlich als Staufische Reichsburg. Das Dorf Limbach, ursprünglich oberhalb der Lautzenklinge gelegen, wurde in die Nähe der Burg umgesetzt. Die Burg war der Sitz von Königsleuten.
Durch Kauf im Jahre 1271 kamen die Herrschaftsrechte an das Erzstift Mainz. Mudau war Hauptort der Oberen, der 'Mudauer Zent'. Bischof Bertold von Würzburg trennte 1277 die Pfarrei Hollerbach von Bödigheim ab. Limbach und die umliegenden Orte gehörten nun zur „uralten Mutterkirche fast des ganzen Odenwaldes“ Hollerbach. Im Jahre 1310 erhielt Eberhard Schenk von Erbach Limbach die Burg samt den Steuern und den Königsleuten vom Würzburger Bischof Andreas. Der Mainzer Amtmann auf der Wildenburg, Konrad Rüdt von Bödigheim, erwarb 1318 für das Erzbistum Mainz die Rechte der Schenken von Erbach in Limbach. Bis 1803 blieb das Dorf Limbach bei Kurmainz. Die Limbacher Burg (Schloss) diente dem Oberschultheißen von Kurmainz als Amtssitz. Die Ritter Pilgrim vom Buchen wurden um 1350 mit der Burg von Limbach belehnt. Das im Jahr 1395 von Abt Friedrich Feyser angelegte Güter- und Rechtsverzeichnis, das so genannte Urbar der Benediktinerabtei Amorbach gewährte einen Einblick in die dörflichen Verhältnisse der Ortschaften im Bauland und im Odenwald. Die Kurfürsten von der Pfalz und Mainz wurden 1403 beauftragt, die „Raubritterburg“ Zwingenberg niederzulegen. Die Zwingenberger Rechte an den Orten gingen in den Besitz der Ritter von Hirschhorn über und verblieben dort bis 1474. Die Pilgrim von Limbach traten um 1403 ihre pfälzischen Lehnsrechte an die Rüdt von Bödigheim ab. 1426 wurde Limbach von der Mutterpfarrei Hollerbach abgetrennt und kirchlicher Mittelpunkt mit mehreren Filialen. Pfalzgraf Otto II. von Mosbach erwarb 1474 die Rechte der Zwingenberger/Hirschhorner. Der Mainzer Erzbischof gab Burg und Ortsherrschaft von Limbach den Herren von Adelsheim und ab 1488 Wilhelm Rüdt von Bödigheim zum Lehen. Da Otto II. Pfalzgraf von Mosbach 1499 kinderlos starb, fielen die Zwingenberger Rechte an die Kurpfalz.
Im Bauernkrieg von 1525 wurde das Kloster Amorbach geplündert, die Burg Wildenberg zerstört und die Burg in Limbach ausgebrannt. Götz von Berlichingen führte den Hellen Haufen. Eine Würzburger Visitation von 1595 bedeutete den Anfang konsequenter gegenreformatorischer Maßnahmen. Die Limbacher Pfarrer waren im späten 16. Jahrhundert teilweise verheiratet und mussten zur Befolgung der katholischen Lehre und Disziplin angehalten werden. Im Dreißigjährigen Krieg marschierten Freund- und Feindestruppen durch das Dorf Limbach und nahmen hier Quartier. Requisitionen und Plünderungen ließen die Gegend verarmen. Limbach und Scheringen wurden 1632 geplündert. Wagenschwend war 1634 ausgestorben und nur mühsam wieder zu bevölkern. Im gleichen Jahr wütete die Pest in weiten Teilen Süddeutschlands. 1640 war auch Krumbach entvölkert.
Nach dem Dreißigjährigen Krieg wurden im Dorf Limbach nur noch 16 Zentmänner und 1668 20 Herdstätten mit insgesamt 80 Einwohnern gezählt. Fahrenbach hatte nach dem Dreißigjährigen Krieg nur noch 7 Häuser (neue Ansiedler kamen aus der Schweiz, Holland und Frankreich). Die Pfarrei Limbach gehörte bis 1656 zur Diözese Würzburg, danach zur Erzdiözese Mainz. Kurmainz bewilligte 1684 dem Flecken Limbach ein Marktrecht. Obwohl um 1690 von einer Epidemie und einem Pestfriedhof außerhalb des Ortes die Rede ist, hatte sich die Bevölkerung im Ortsteil Limbach bis 1701 auf 148 vermehrt. An die Stelle des gotischen Vorgängerbaus der Pfarrkirche trat 1773 ein Neubau. Nur der alte Turm wurde beibehalten, er war ursprünglich ein Westturm und blieb an der Nordseite des neuen Chores stehen. Die Burg in Limbach wurde 1771 abgerissen.

### 19. Jahrhundert
Durch den Reichsdeputationshauptschluss, die Säkularisation der geistlichen Territorien und Grundherrschaften (Auflösung der Kurpfalz, Kurmainz) kam das Dorf Limbach 1803 an das Fürstentum Leiningen, (Residenz in Amorbach). Drei Jahre später kam der Ort zum Großherzogtum Baden, Justizamt Mudau. In den Jahren 1831–1833 wurden in Baden die Gesetze über die Aufhebung und Ablösung der so genannten „alten Abgaben“ beschlossen. Das Recht auf die Erhebung des Zehnten war damit erloschen. Die Ablösung erfolgte durch die Zahlung des Ablösungskapitals, das war das Zwanzigfache eines durchschnittlichen Zehntertrages. Der badische Staat gab dazu einen Zuschuss von 20 %. Der Zehnt war ursprünglich eine Abgabe an die Kirche gewesen. Das Kloster Amorbach hatte das Recht gehabt, den zehnten Teil des Ertrages vom Feld (großer Zehnt) und Garten (kleiner Zehnt) zu erheben. Rechtsnachfolger der Abtei war seit 1803 der Fürst von Leiningen. An ihn war das Ablösungskapital zu zahlen. Die Betriebe wurden dadurch mit einer weiteren Schuldenlast beschwert, unter der viele von ihnen zusammenbrachen. Unmut staute sich auf. In der Märzrevolution von 1848 wurde das leiningische Hofgut Marienhöhe bei Osterburken, und das Fürstlich Leiningische Rentamt in Ernsttal in Brand gesteckt. Die Rathäuser wurden gestürmt, Akten verbrannt, Speicher geplündert.

### 20. Jahrhundert
Die Bahnstrecke Mosbach–Mudau, die 1905 eröffnet wurde, geht auf Planungen des bis 1899 in Limbach tätigen Lehrers Karl Trunzer zurück.
Balsbach und Wagenschwend wurden von der Pfarrei Limbach abgetrennt.
Im Ersten Weltkrieg, Gefallene und Vermisste: Balsbach 23, Heidersbach 34, Krumbach 3, Laudenberg 31, Limbach 26, Scheringen 10, Wagenschwend 24.
Am 5. Januar 1945 entging das Dorf Limbach nur knapp der Zerstörung durch einen Fliegerangriff. Die Bahnstrecke wurde getroffen. Eine größere Anzahl von Bomben explodierte bzw. versank in der freien Flur, ohne größeren Schaden anzurichten. Auch das Gebiet der heutigen Gemeinde Limbach musste eine Vielzahl von Heimatvertriebenen und Flüchtlingen aufnehmen. Gefallene und Vermisste: Balsbach 28, Heidersbach 52, Krumbach 34, Laudenberg 37, Limbach 80, Scheringen 20, Wagenschwend 45
Am 1. Januar 1973 schlossen sich Balsbach, Laudenberg, Limbach und Wagenschwend zur neuen Gemeinde Limbach zusammen. Am 1. August 1973 wurde Heidersbach und am 1. Januar 1974 wurde Scheringen eingemeindet. Krumbach wurde am 19. Juli 1975 durch Urteil des Staatsgerichtshofs Baden-Württemberg (Landesverfassungsgericht) in die neu entstandene Gemeinde mit dem Namen Limbach zwangseingemeindet. Die Gemeinden Limbach und Fahrenbach gründeten am 1. Januar 1976 die Verwaltungsgemeinschaft Limbach-Fahrenbach.

### Wappen der Ortsteile

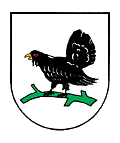
Balsbach
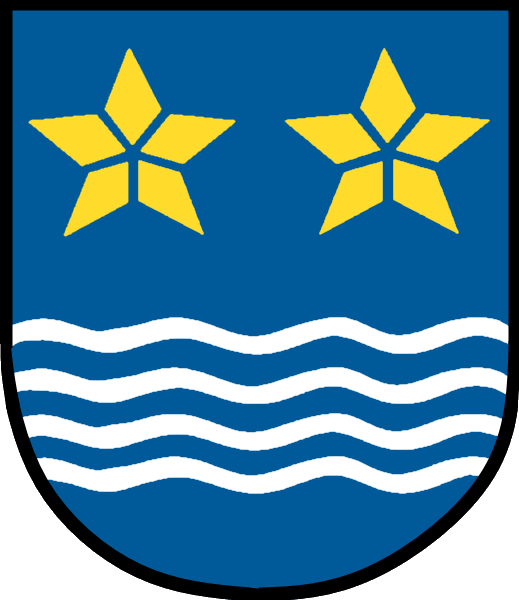
Heidersbach
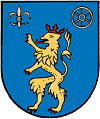
Krumbach
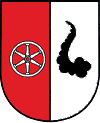
Laudenberg
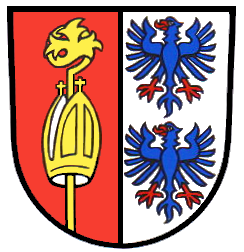
Limbach
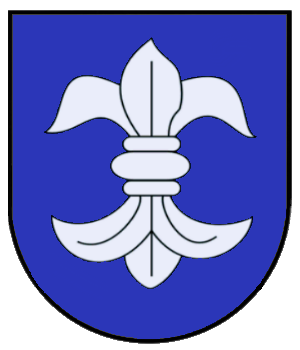
Scheringen
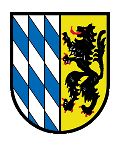
Wagenschwend

### Einwohnerentwicklung
| Jahr | Einwohner |
| ---- | --------- |
| 1809 | 1469      |
| 1845 | 2633      |
| 1939 | 2645      |
| 1950 | 3803      |
| 1961 | 3789      |
| 1970 | 4179      |
| 1982 | 4236      |
| 1987 | 4295      |
| 1991 | 4537      |
| 1992 | 4621      |

| Jahr | Einwohner |
| ---- | --------- |
| 1993 | 4651      |
| 1995 | 4661      |
| 2000 | 4732      |
| 2005 | 4575      |
| 2015 | 4442      |
| 2020 | 4506      |

Alle Zahlen beziehen sich auf den heutigen Gebietsstand.

## Religionen
Ca. 90 % gehören der katholischen Konfession an, ca. 7 % der evangelischen Konfession.
Katholische Kirchen
- Pfarrkirche St. Valentin, Limbach
- Filialkirche Christkönig, Krumbach
- Filialkirche Maria Königin, Laudenberg
- Pfarrkirche Heilig Kreuz, Wagenschwend
- Kloster- und Filialkirche Balsbach
- Filialkirche St. Wendelinus, Heidersbach

Evangelische Kirchen
- Evangelische Kirchengemeinde Mudau für die Ortsteile Balsbach, Laudenberg, Limbach und Scheringen
- Evangelische Kirchengemeinde Fahrenbach für die Ortsteile Krumbach und Wagenschwend
- Evangelische Kirchengemeinde Großeicholzheim für den Ortsteil Heidersbach

## Politik

### Gemeinderat
Der Gemeinderat hat normalerweise 18 ehrenamtliche Mitglieder, die für fünf Jahre gewählt werden. Häufig erhöht sich die Zahl der Mitglieder durch Ausgleichssitze (gesamt 2019: 22 Sitze; 2014: 23). Hinzu kommt der Bürgermeister als stimmberechtigter Gemeinderatsvorsitzender.
Dabei garantiert die Unechte Teilortswahl den Ortsteilen eine festgelegte Anzahl von Sitzen: Aus dem Hauptort Limbach kommen mindestens sechs, aus den sechs kleineren Ortsteilen Balsbach, Heidersbach, Laudenberg, Scheringen, Wagenschwend und Krumbach jeweils mindestens zwei Gemeinderäte.
Die Kommunalwahl vom 9. Juni 2024 führte zu folgendem Ergebnis:
| Partei / Liste  | 2024          | 2024   | 2019          | 2019   |
| --------------- | ------------- | ------ | ------------- | ------ |
| Partei / Liste  | Stimmenanteil | Sitze  | Stimmenanteil | Sitze  |
| CDU             | 52,5 %        | 11     | 48,5 %        | 11     |
| FW Limbach      | 26,8 %        | 6      | 27,0 %        | 6      |
| SPD             | 13,6 %        | 3      | 13,3 %        | 3      |
| GA Limbach      | 7,2 %         | 1      | 11,2 %        | 2      |
| Wahlbeteiligung | 67,6 %        | 67,6 % | 67,3 %        | 67,3 % |

### Bürgermeister
Von 2002 bis 2018 war Bruno Stipp der Bürgermeister von Limbach. Er wurde am 17. Januar 2010 bei einer Wahlbeteiligung von 58,5 Prozent mit 98,4 Prozent der abgegebenen gültigen Stimmen für die zweite Amtsperiode wiedergewählt. Am 28. Januar 2018 wurde Thorsten Weber zu Stipps Nachfolger gewählt. Bei einer Wahlbeteiligung von 67,16 % gewann er im ersten Wahlgang mit 63,91 %.

### Wappen
Als Wappen der neu entstandenen Gemeinde wurde das Wappen des Dorfes Limbach gewählt. Die Wappen der anderen früher selbständigen Gemeinden gingen unter.
Neues Gemeindewappen: In gespaltenem Schild vorn in Rot eine silbern (weiß) ausgeschlagene goldene (gelbe) Mitra,
durch die ein aus dem Unterrand emporkommender goldener (gelber) Krummstab gesteckt ist,
hinten in Silber (Weiß) zwei rot bewehrte und rot bezungte blaue Adler übereinander.
Mitra und Krummstab erinnern an die einstigen Rechte der Benediktiner-Abtei Amorbach, die beiden Adler an die Leiningische Herrschaft.

## Wirtschaft und Infrastruktur
Textil- und Leuchtenindustrie sowie Handwerksbetriebe. Die Arbeitslosenquote liegt bei 6,3 %. In der Gemeinde gibt es ca. 1000 sozialversicherungspflichtig Beschäftigte.

### Verkehr

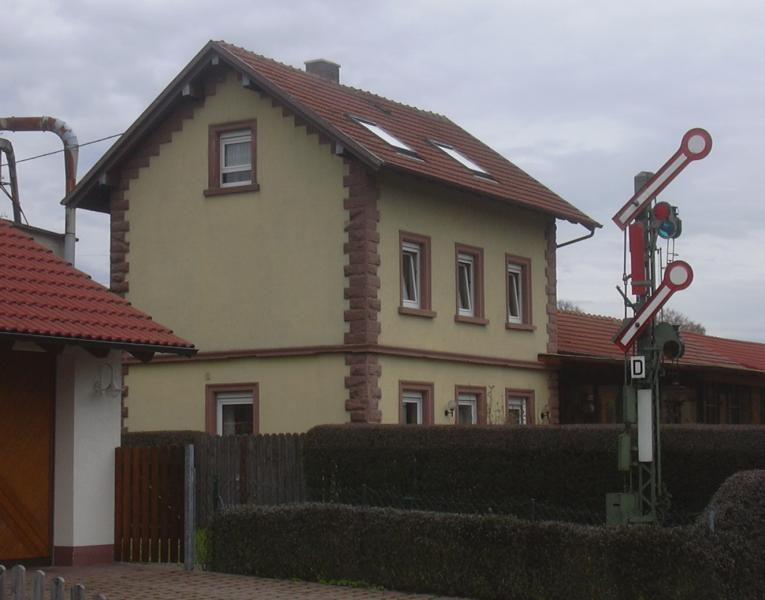
Ehemaliger Bahnhof in Limbach

Durch das Gemeindegebiet führt die Bundesstraße 27 (Blankenburg (Harz) – Schaffhausen).
Die ehemalige Schmalspurbahn von Mosbach nach Mudau wurde im Jahr 1973 stillgelegt.
Auf der Trasse wurde am 8. Juni 1980 eine Rad- und Wanderweg eingeweiht.
Durch das Gemeindegebiet führen folgende Radwanderwege:
- Der 225 km lange 3-Länder-Radweg führt als Rundweg durch das Dreiländereck von Hessen, Baden-Württemberg und Bayern. Entlang von Mümling, Neckar und Main erkundet die Route den Odenwald.
- Der Burgenstraßen-Radweg verläuft über ca. 1.200 Kilometer parallel zur Touristenroute Burgenstraße zwischen Mannheim und Prag.
- Der Odenwald-Madonnen-Radweg führt durch den Odenwald, das Neckartal und die Rheinebene. Er beginnt in Tauberbischofsheim und führt über Walldürn, Mudau, Mosbach und Heidelberg nach Speyer.

### Öffentliche Einrichtungen
- Ein Alten- und Pflegeheim

### Bildungseinrichtungen
In Limbach gibt es eine Gemeinschaftsschule und eine reine Grundschule. Außerdem gibt es drei römisch-katholische Kindergärten im Ort.

## Kultur und Sehenswürdigkeiten
Kultureller Mittelpunkt der Gemeinde sind die Fußballvereine, die es in vielen Ortsteilen gibt.

### Bauwerke
- Schlossplatz im Ortsteil Limbach, ehemaliger Standort der Burg Limbach
- Katholische Pfarrkirche St. Valentin in Limbach
- Alte Mühlen in Heidersbach und Limbach
- Limespfad am Neckar-Odenwald-Limes
- Taglöhner-Haus in Limbach
- Dorfmuseum Wagenschwend
- Feuerwehrhaus Scheringen
- Altes Schulhaus Scheringen

### Regelmäßige Veranstaltungen
- Zahlreiche Fastnachtsveranstaltungen
- Limbacher Straßenfest
- Pfarrfest St. Valentin Limbach
- Sportfest
- Seifenkistenrennen, Scheringen

## Persönlichkeiten

### Ehrenbürger
- Alfred Weis, Bürgermeister der Gemeinde Krumbach
- Leo Bopp, Altbürgermeister, Limbach
- Linus Bopp (1887–1971), Prälat, Limbach
- Ottmar Volz, Pfarrer, Wagenschwend
- Anton Damm (1874–1962), Reichstagsabgeordneter, Bürgermeister von Wagenschwend

### Söhne und Töchter der Gemeinde
- Julian Stipp (* 1986), Politiker (SPD)
- Nikolai Rapp (* 1996), Fußballspieler